# Emily King
Emily King (Nueva York, 10 de julio de 1985) es una cantante y compositora estadounidense de R&B y música soul. Inició su carrera en el 2004 y su álbum debut East Side Story fue publicado tres años después en agosto de 2007. En 2015 publicó el disco The Switch con una edición de lujo publicada un año después, y en 2019 publicó Scenary, su más reciente producción discográfica. En diciembre de 2007 King recibió una nominación a los Premios Grammy en la categoría de mejor álbum de R&B contemporáneo.

## Discografía

### Estudio
- East Side Story (2007)[2]
- The Switch (2015)
- The Switch (Deluxe Edition) (2016)
- Scenery (2019)

### EP
- East Side Story (2006)[3]
- Seven (2011)[4]

### Sencillos
- "Walk in My Shoes" (2007) con Lupe Fiasco[5]
- "Ordinary Heart" (2012)
- "Distance" (2014)
- "Remind Me" (2018)
- "Look At Me Now" (2018)
- "Can't Hold Me" (2019)